# Boliche nos Jogos Pan-Americanos de 2015 - Individual masculino
A competição do boliche individual masculino  foi um dos eventos do boliche nos Jogos Pan-Americanos de 2015, em Toronto. Foi disputada no Planet Bowl entre 24 e 25 de julho.

## Calendário
Horário local (UTC-4).
| Data        | Horário | Fase               |
| ----------- | ------- | ------------------ |
| 24 de julho | 10:05   | Qualificação 1–6   |
| 24 de julho | 15:30   | Qualificação 7–12  |
| 25 de julho | 10:05   | Todos contra todos |
| 25 de julho | 15:15   | Semifinal          |
| 25 de julho | 15:40   | Final              |

## Medalhistas
| Ouro   | BRA Marcelo Suartz                   |
| Prata  | VEN Amleto Monacelli                 |
| Bronze | CAN Dan MacLelland USA Devin Bidwell |

## Resultados

### Qualificação
| Colocação | Atleta              | Nacionalidade            | Qualificação | Colocação | Todos contra todos | Total | Notas |
| --------- | ------------------- | ------------------------ | ------------ | --------- | ------------------ | ----- | ----- |
| 1         | Dan MacLelland      | CAN Canadá               | 2699         | 2         | 1787               | 4486  | Q     |
| 2         | Marcelo Suartz      | BRA Brasil               | 2611         | 4         | 1850               | 4461  | Q     |
| 3         | Devin Bidwell       | USA Estados Unidos       | 2753         | 1         | 1659               | 4412  | Q     |
| 4         | Amleto Monacelli    | VEN Venezuela            | 2593         | 7         | 1811               | 4404  | Q     |
| 5         | Tommy Jones         | USA Estados Unidos       | 2603         | 5         | 1791               | 4394  |       |
| 6         | Francois Lavoie     | CAN Canadá               | 2694         | 3         | 1695               | 4389  |       |
| 7         | Alejandro Cruz      | MEX México               | 2546         | 8         | 1748               | 4294  |       |
| 8         | Mario Quintero      | MEX México               | 2596         | 6         | 1623               | 4219  |       |
| 9         | Cristian Azcona     | PUR Porto Rico           | 2486         | 9         |                    |       |       |
| 10        | James Stanley       | CRC Costa Rica           | 2448         | 10        |                    |       |       |
| 11        | Manuel Fernandez    | DOM República Dominicana | 2428         | 11        |                    |       |       |
| 12        | Jean Pérez          | PUR Porto Rico           | 2422         | 12        |                    |       |       |
| 13        | Armando Batres      | GUA Guatemala            | 2410         | 13        |                    |       |       |
| 14        | Charles Robini      | BRA Brasil               | 2404         | 14        |                    |       |       |
| 15        | Juan Narvaez        | PAN Panamá               | 2398         | 15        |                    |       |       |
| 16        | Rodolfo Madriz      | CRC Costa Rica           | 2372         | 16        |                    |       |       |
| 17        | José Morales        | GUA Guatemala            | 2359         | 17        |                    |       |       |
| 18        | Jaime González      | COL Colômbia             | 2355         | 18        |                    |       |       |
| 19        | Giancarlo Mateucchi | ESA El Salvador          | 2311         | 19        |                    |       |       |
| 20        | Carlos Olmos        | PAN Panamá               | 2305         | 20        |                    |       |       |
| 21        | Ricardo Dalla Rosa  | ARG Argentina            | 2294         | 21        |                    |       |       |
| 22        | Ildemaro Ruiz       | VEN Venezuela            | 2283         | 22        |                    |       |       |
| 23        | Julio Acosta        | ESA El Salvador          | 2273         | 23        |                    |       |       |
| 24        | Alex Prats          | DOM República Dominicana | 2259         | 24        |                    |       |       |
| 25        | Ruben Favero        | ARG Argentina            | 2249         | 25        |                    |       |       |
| 26        | Bryan Helmeyer      | ARU Aruba                | 2247         | 26        |                    |       |       |
| 27        | Manuel Otalora      | COL Colômbia             | 2210         | 27        |                    |       |       |
| 28        | Jason Odor          | ARU Aruba                | 2132         | 28        |                    |       |       |

### Semifinal
| Posição | Colocação | Atleta           | Nacionalidade      | Total | Notas |
| ------- | --------- | ---------------- | ------------------ | ----- | ----- |
| 1       | 1         | Amleto Monacelli | VEN Venezuela      | 187   | Q     |
| 1       | 2         | Dan MacLelland   | CAN Canadá         | 178   |       |
| 2       | 1         | Marcelo Suartz   | BRA Brasil         | 202   | Q     |
| 2       | 2         | Devin Bidwell    | USA Estados Unidos | 182   |       |

### Final
| Colocação        | Atleta           | Nacionalidade | Total | Notas |
| ---------------- | ---------------- | ------------- | ----- | ----- |
| Medalha de ouro  | Marcelo Suartz   | BRA Brasil    | 201   |       |
| Medalha de prata | Amleto Monacelli | VEN Venezuela | 189   |       |